# 桝井省志
桝井 省志（ますい しょうじ、1957年 - ）は、日本の映画プロデューサー　アルタミラピクチャーズ代表取締役及びアルタミラミュージック代表取締役元東京藝術大学大学院映像研究科映画専攻プロデュース領域教授東京藝術大学名誉教授

## 人物
愛媛県久万高原町生まれ。実家は造り酒屋。祖父の代は『金露』、父親の代は『千両』という銘柄の醸造元であった。幼少時は久万幼稚園に通う。父親の転職に伴い兵庫県西宮市に移り阪急幼稚園に通う。父親がサントリーに入社し以降転勤族となり全国を転々とする。兵庫県西宮市瓦木小学校入学、宝塚市立長尾小学校、神奈川県横浜市立三ツ沢小学校卒業、横浜市立松本中学校入学、北海道札幌市立平岸中学校、広島県広島市立庚午中学校卒業、広島県立広島国泰寺高等学校に入学、卒業後上智大学文学部哲学科入学、卒業後大映映画株式会社入社。大映株式会社退職後、磯村一路(監督)、周防正行(監督)、小形雄二(当時、東京乾電池オフィス代表取締役)らと映画製作プロダクション、アルタミラピクチャーズを設立し映画の製作、配給を行う。その後アルタミラミュージックを設立し、音楽製作も行う。
劇映画『Shall we ダンス?』『がんばっていきまっしょい』『ウォーターボーイズ』『スウィングガールズ』など数多くのエンタテインメント作品をプロデュースする。また。『タカダワタル的』、『ザ・ゴールデン・カップス ワン モア タイム』 など日本のポピュラーミュージックを代表するレジェンドたちのドキュメンタリー映画も多数製作し配給も行う。
2013年か2024年までの11年間、東京藝術大学大学院映像研究科映画専攻プロデュース領域教授として教鞭を執る。
2018年、立教大学相撲部「名誉部員」に就任。2024年、東京藝術大学名誉教授を授与される。

## 映画作品

### プロデューサー
- 犬死にせしもの（1986年)/アシスタントプロデューサー
- 敦煌（1988年)/製作宣伝
- ファンシィダンス（1989年)/プロデューサー
- あさってDANCE（1991年)/プロデューサー
- シコふんじゃった。 （1992年)/プロデューサー
- オールナイトロング （1992年)/プロデューサー
- Shall we ダンス? （1996年)/プロデューサー
- 目を閉じて抱いて （1996年)/プロデューサー
- 卓球温泉 （1998年)/プロデューサー
- がんばっていきまっしょい （1998年)/プロデューサー
- ウォーターボーイズ （2001年)/エグセクティブプロデューサー
- ドッジGO!GO! （2002年)/プロデューサー
- 船を降りたら彼女の島 （2003年)/プロデューサー
- 解夏 （2004年)/エグセクティブプロデューサー
- タカダワタル的 （2004年)/製作
- スウィングガールズ （2004年)/エグセクティブプロデューサー
- ザ・ゴールデン・カップス ワン モア タイム （2004年)/製作
- 不滅の男 エンケン対日本武道館 （2005年)/製作
- それでもボクはやってない （2007年)/エグセクティブプロデューサー
- 歌謡曲だよ、人生は （2008年)/製作
- タカダワタル的ゼロ （2008年)/製作
- ハッピーフライト （2008年)/エグセクティブプロデューサー
- こまどり姉妹がやって来る ヤァ! ヤァ! ヤァ! （2009年)/製作
- 瞬（2010年)/製作
- ダンシング・チャップリン（2011年)/エグセクティブプロデューサー
- ロボジー（2012年)/エグセクティブプロデューサー
- 終の信託（2012年)/エグセクティブプロデューサー
- オース! バタヤン（2013年)/製作
- 舞妓はレディ（2014年)/エグセクティブプロデューサー
- おかあさんの木(2015年)/製作統括
- 鉄の子(2016年)/プロデューサー
- ハッピーウエディング(2016年)
- プロデューサーズ(2016年)/企画・製作
- サバイバルファミリー(2017年)/エグセクティブプロデューサー
- シンクロナイザー(2017年)/プロデューサー
- 心魔師(2018年)/プロデューサー
- カツベン！(2019年)/企画
- ダンスウィズミー(2019年)/エグゼクティブプロデューサー
- ホテルニュームーン(2020年)/プロデューサー
- 世の中にたえて桜のなかりせば(2022年)/企画
- シコふんじゃった！(2022年)/ディズニープラス配信/プロデューサー
- 戦争と平和 宝田明の証言(2023年)/製作
- 高野豆腐店の春(2023年)/製作・プロデューサー
- 僕らの千年と君が死ぬまでの30日間(2023年)
- 瞼の転校生(2024年)/企画

### 監督
- ザ・ゴールデン・カップス ワン モア タイム （2004年)/サンマーメン 共同名義
- オース! バタヤン（2013年)/田村孟太雲 名義

## 著書
映画プロデューサー入門(2017年)/東京藝術大学出版会

## 受賞
- 第21回藤本賞 奨励賞（2001年）
- エランドール賞 奨励賞（2005年）
- 新藤兼人賞 SARVH賞（年間最優秀プロデューサー賞）（2007年）
- エランドール賞 プロデューサー賞（2008年）
- 山路ふみ子映画功労賞(2017年)/アルタミラピクチャーズの功績に対して